# Satno staklo
Satno staklo (neuob. sahatno staklo; eng. watch glass) je kružan, blago konveksno-konkavan komad stakla, koji se koristi u hemiji kao površina za isparavanje tečnosti, za polaganje praha tokom merenja, ili kao poklopac za laboratorijske čaše. Kao poklopac uglavnom služi da spreči prašinu ili druge čestice da uđu u laboratorijsku čašu. Treba imati na umu da satno staklo nije zaptivač, tako da će se proces razmene gasova odvijati i po stavljanju stakla na laboratorijsku čašu.
Satno staklo se većinom koristi za zagrejavanje manjih količina supstance, a kada se koristi kao površina za isparavanje ono omogućava lakše posmatranje taloga (precipitata) ili procesa kristalizacije. Staklo je takođe moguće postaviti na površinu čija je boja u kontrastu u odnosu na boju supstance koja se nalazi u njemu, a u cilju poboljšavanja vidljivosti.
Satna stakla se neretko upotrebljavaju i za pokrivanje čaša viskija, kako bi se arome zadržale u samoj čaši, te sprečilo eventualno prosipanje u slučaju naglog pomeranja čaše.

## Ime
Ime satno staklo ovaj deo laboratorijskog pribora dobio je zato što je sličan staklima koja su se nalazila na staromodnim džepnim satovima. Na engleskom jeziku, satno staklo većih dimenzija pored uobičajenog imena watch glass naziva se još i clock glass, a razlika je u tome što watch na engleskom označava ručni sat, a clock sat, uopšteno govoreći (iako se termin clock većinom upotrebljava za zidni sat, koji je veći od ručnog, a što objašnjava upotrebu sintagme clock glass za veća satna stakla).

## Upotreba
Upotreba satnih stakala nije ograničena samo na posmatranje uzoraka taloga ili kristala, već se ona mogu koristiti i za sušenje čvrstih tvari. Kada je potrebno dodatno sušenje, satno staklo se koristi većinom u slučajevima u kojima je određenu čvrstu materiju potrebno izdvojiti iz njenog relativno isparljivog rastvarača.
Čvrsta materija se položi na satno staklo, a potom se iznad njega postavi filter-papir. Uloga filter-papira je da se čestice koje isparavaju zadrže na njemu i tako spreče eventualno ugrožavanje hemijskog produkta. Kako bi se ostvarila najveća stopa isparavanja, satno staklo treba postaviti unutar digestora (deo laboratorije u kom se izvode hemijski eksperimenti opasni za zdravlje čoveka; najčešće je u vidu specijalizovanog ormara ili ređe — manje prostorije), iz razloga što će se na taj način ostvariti dobar protok zraka za adekvatan vremenski period (proces će biti više kontrolisan). Drugi način koji hemičari koriste za ubrzavanje procesa isparavanja u laboratorijama je puštanje blage pare suhog vazduha ili gasa azota iznad samog satnog stakla, i to kroz obrnuto okrenuti levak pričvršćen iznad.

## Literatura
- Lehman, John W. (2008). The Student's Lab Companion: Laboratory Techniques for Organic Chemistry (2. изд.). Prentice Hall. стр. 156—157. ISBN 9780131593817.
- Rajković, M. B.
- Mihajlović, R.